# Gynodiastylis rotundicaudata
Gynodiastylis rotundicaudata is een zeekommasoort uit de familie van de Gynodiastylidae. De wetenschappelijke naam van de soort is voor het eerst geldig gepubliceerd in 1961 door Gamo.